# Ortigosa del Monte
Ortigosa del Monte er en by og kommune i det centrale Spanien i provinsen Segovia. Den har et indbyggertal på 587 (2024) indbyggere.